# TikTok LIVE "Familia: Welcome to the Family - Camila Cabello (vídeo musical)
TikTok LIVE "Familia: Welcome to the Family" és un vídeo musical que fou estrenat el 7 d'abril de 2022 a través de la plataforma TikTok i aquests es realitzà amb la finalitat de promocionar l'àlbum Familia de la cantant Camila Cabello estrenat el 8 d'abril de 2022 a les 01:00 hores (espanyola) i es repetí el 9 d'abril a les 20:00 (hora espanyola).
Aquest format de presentació d'un àlbum, no ha sigut la primera vegada que s'ha realitzat, ja que és un reclam recurrent en la plataforma TikTok on artistes com J. Balvin o Rosalía també han realitzat els seus. J. Balvin fou dels primers l'any 2021,tot i això, però, s'utilitzà un format horitzontal al contrari que en les filmacions de les performances de Rosalía i Camila Cabello que han innovat apostant per un format vertical per a adaptar-se al visionat des dels telèfons intel·ligents a través de la plataforma TikTok on l'habitual d'aquesta és vertical.
Es tracta d'una peça audiovisual que consta de sis cançons: La Buena Vida, Quiet, everyone at this party, psychofreak ft. WILLOW, Hasta Los Dientes ft. Maria Becerra, Bam Bam ft. Ed Sherran. Excloent-ne unes altres sis del disc que consta d'un total de 12 cançons: Família, Celia, Boys don't cry, No doubt, Lola, D'ont go yet. La durada total de la peça és d'uns vint minuts aproximadament i cada cançó està entre els tres o quatre minuts.
TikTok LIVE "Familia: Welcome to the Family" disposa d'un gran equip darrere tant per la seva execució tècnica com artistes músics i ballarins que hi formen part, aproximadament hi han treballat unes tres-centes persones. Ha estat dirigida per Charlotte Rutherford, artista creadora de l'estètica en obres com l'àlbum de Lil Nas X : Montero. Ha estat produïda per Benji Berkeley,Gian Mitchell mànager de Camila Cabello,Roger Gold, editada per Benjamin Wainwright-Pearce, com a director musical Cheche Alara i com a coreògrafs Calvit Hodge i Sara Bivens. Pel que fa a l'estilisme tant els escenaris com el vestuari han estat cerats exclusivament per a aquesta obra ha comptat amb indumentària dissenyada per grans firmes com Carolina Herrera, Mugler, Saint Laurent y Ronald van Der Kemp.
El vídeo ha quedat registrat al lloc web Youtube, tot i que el format divideix les cançons com a vídeos separats aquestes han estat executades i muntades per estar entrellaçades entre si amb transicions fluides tant de càmera com en l'estètica d'espais o indumentària. Per tant, en el cas de ser visionat a través de YouTube, l'experiència queda esbiaixada, ja que moltes vegades entre dos vídeos apareix un anunci és el risc que corren presentar obres en aquests nous formats.

## Aportacions en el sector audiovisual
Aquesta obra al contrari que altres formats semblants com: Motomami, Rosalía TikTok live performance (vídeo musical) o #JOSE x TikTok LIVE del cantant J Balvin, les quals la primera de la cantant Rosalía sí que ha rebut important reconeixement i nombrosos guardons pel sector audiovisual, TikTok LIVE "Familia: Welcome to the Family no ha sigut valorada amb el mateix èmfasi, ja que ha sigut presentada posteriorment i el format s'assembla en alguns aspectes. Tot i la semblança del concepte de promoció el qual TikTok ha volgut reaprofitar, hi ha diferències en l'execució i planificació artística.
La peça audiovisual ha sigut generada amb la finalitat de crear una experiència immersiva, a través d'un imaginari ideat per l'artista i amb l'ajuda d'un nombrós equip artístic darrere. Tots aquests espais canviants i tot el que ho envolta i acompanya, com la veu que és la protagonista durant tota l'actuació, s'ha realitzat a través de realitat estesa, amb efectes visuals evolvents dissenyats expressament per a cada cançó, generant així un espai immersiu.
Això ha aportat una nova manera de crear en l'àmbit audiovisual, una obra que parteix de l'única finalitat de promocionar un disc i per aquest motiu mobilitza a tot un equip molt nombrós d'artistes el qual obra pas a noves possibilitats de treball en plataformes que fins ara simplement eren d'entreteniment, i que ara, s'han convertit en un espai més de promoció i experimentació artística.

## Influència Cultural
Pel que fa a la part artística, la cantant s'ha inspirat en l'estètica de les seves arrels llatinoamericanes provinents de Mèxic i Cuba. La influència de la cultura mexicana la trobem tant en la música amb l'aparició en la performance de mariachis com en la indumentària amb nombrosos plecs i formes inspirades en la roba tradicional d'aquests país. Camila Cabello ha explicat en l'entrevista de la revista Elle Mèxic com en aquest nou àlbum: Família, com el mateix nom indica: " li interessa més la moda, apropar-se a les seves cultures, trobar a gent amb la qual pugui confiar, reforçar amistats ..." Reivindicar d'alguna manera aquestes cultures les quals no ha viscut immerses en elles: "Sóc una immigrant que va arribar als Estats Units quan tenia set anys, vaig créixer amb un pare mexicà i una mare cubana, cosa que em va fer sentir al mig. El fort llaç que tinc amb les meves cultures mexicana i cubana em fa sentir que tinc una llar i això m'inspira. Com més madur més vull estar en aquests llocs envoltats de la meva gent i aprendre més sobre les cultures que hi són presents."De tal manera, en aquesta obra, que és una presentació del seu disc, l'estètica havia de mantindre la mateixa direcció, tradicional però amb un to molt més contemporani. La influència de la cultura mexicana en aquest cas, ja que és molt més vigent que la cubana, s'aprecia clarament en tota la creació dels espais on actua al TikTok live. Trobem espais amb colors molt saturats i vius, inclús recorden a quadres del corrent surrealista mexicà d'autores com Frida Kalho o María Izquierdo, on veiem espais onírics, plataformes flotants com si la cantant i ballarins estiguessin en dins un quadre. A part veiem elements i iconografia de la cultura mexicana com les pintures facials típiques del Dia dels Morts, les quals la cantant porta pintada amb pintura neó i quan s'apaguen les llums aquesta ressalta.

## Audiència
La perfomance, ha obtingut fins a 417.335 visualitzacions (17/12/2023) i pel que fa als "m'agrades" (likes) en ser 6 cançons separades cada una té les seves pròpies xifres, però les que en tenen més arriben fins als 105.000 m'agrades.